# 地球科学
地球科学（ちきゅうかがく、英語: earth science、geoscience）とは、地球を研究対象とした自然科学の一分野であり、その内容は地球の構造や環境、地球史など多岐にわたる。近年では太陽系に関する研究（惑星科学）も含めて地球惑星科学（英語: earth and planetary science）ということが多くなってきている。地学（ちがく）は地球科学の略称である。

## 学史
ギリシャ時代では、地球に関する研究は石炭の発掘と密接に関係していた。18世紀では地質学が発達・確立した。しかし比較的進歩は遅く、19世紀の終わり頃から地球物理学や地球化学が発展した。1960年代にプレートテクトニクスが発達した。しかしながら地球に関してはまだ解明されていないことが多い。また、近年、関心が高まった環境問題とも関係がある。
地球科学あるいは地球惑星科学は、ひとつの学問体系というよりは地球に関する様々な学問分野の総称であり、地質学・鉱物学・地球物理学・地球化学などに細分化されている。またその研究対象も、分野によって大気圏・表層環境・生命圏・地球内部・太陽系など多様である。

### 日本における学史
例えば地質学分野では、江戸時代「奇石」（特徴的な形態や性質を有する石）に興味を持つ趣味が本草学者や民間人（木内石亭、木村蒹葭堂、平賀源内など）に広がったとされる。これは、地質、鉱物、古生物学的な側面のみならず、医薬や芸術などの広い分野からの視点も含まれたものであったとする研究がある。
明治時代に西洋地質学が導入されると奇石趣味は前近代的として否定された。以降は地質、古生物、鉱物学的な側面のみが研究対象となり現在に繋がった。明治期から大正期までは桜島や磐梯山などの顕著な火山噴火や1891年濃尾地震や1923年大正関東地震などの地震災害によって関連分野が広がると共に発展し細分化されていった。
堆積学（地層学）分野の研究は、1920年代後半から1930年代にかけ発展し国際的な評価を得ていた。1951年には堆積学分野の学会誌『漣痕』が刊行された。

## 地学
地学（ちがく）という言葉は、幕末にgeographyの訳語として提唱されたものであるが、明治になってgeographyを「地理学」、geologyを「地質学」と訳すのが普遍的になった。
広義には「地球科学」とほぼ同義に用いられることがある。

## 分類・分野
一般に、地質学（地質科学）、地球化学、地球物理学という分類がなされることが多い。

### 文部科学省による分類
日本の文部科学省は、分科「地球惑星科学」を以下の細目に分類し、以下のキーワードを設定している。
- 固体地球惑星物理学 -（A）地震現象、（B）火山現象、（C）地殻変動・海底変動、（D）地磁気、（E）重力、（F）観測手法、（G）プレートテクトニクス、（H）内部構造、（J）内部変動・物性、（K）固体惑星・衛星・小惑星、（L）惑星形成・進化、（M）固体惑星探査、（N）地震災害・予測
- 気象・海洋物理・陸水学 - （A）気象、（B）海洋物理、（C）陸域水循環・物質循環、（D）水収支、（E）地球環境システム、（F）地球流体力学、（G）気候、（H）惑星大気、（J）大気海洋相互作用
- 超高層物理学 - （A）太陽地球システム・宇宙天気、（B）太陽風・惑星間空間、（C）地球惑星磁気圏、（D）地球惑星電離圏、（E）地球惑星上層大気、（F）宇宙プラズマ、（G）地磁気変動、（H）プラズマ波動
- 地質学 - （A）地層、（B）地殻、（C）環境地質、（D）テクトニクス、（E）地質時代、（F）地球史、（G）応用地質、（H）惑星地質学、（J）第四紀学、（K）地質災害・地質ハザード
- 層位・古生物学 - （A）層序、（B）古環境、（C）化石、（D）系統・進化・多様性、（E）古生態、（F）古生物地理、（G）機能・形態、（H）古海洋
- 岩石・鉱物・鉱床学 - （A）地球惑星物質、（B）地球惑星進化、（C）地殻・マントル・核、（D）マグマ・火成岩、（E）変成岩、（F）天然・人工結晶、（G）元素分別濃集過程、（H）鉱物資源、（J）鉱床形成、（K）鉱物物理、（L）生体・環境鉱物
- 地球宇宙化学 - （A）元素分布、（B）同位体・放射年代、（C）物質循環、（D）地殻・マントル化学、（E）地球外物質化学、（F）大気圏・水圏化学、（G）生物圏地球化学

### 一覧
以下に、地球科学あるいは地球惑星科学と総称される主な研究分野を挙げる。これらは必ずしも独立の用語ではなく、同義あるいは互いを包括する語として用いられることが頻繁にある。
- 地質学 (geology)
- 地史学 (historical geology)
- 古生物学 (paleontology)
- 層序学 (層位学、stratigraphy)
- 堆積学 (sedimentology)
- 構造地質学 (structural geology)
- 岩石学 (petrology)
- 鉱物学 (mineralogy)
- 鉱床学 (economic geology, science of mineral deposit)
- 地球化学 (geochemistry)
- 地球物理学 (geophysics)
- 地球電磁気学
- 地震学 (seismology)
- 火山学 (volcanology)
- 海洋学 (oceanography)
- 海洋物理学 (physical oceanography)
- 海洋化学 (chemical oceanography)
- 海洋生物学 (biological oceanography, marine biology)
- 海洋地質学 (marine geology)
- 気象学 (meteorology)
- 大気物理学
- 大気化学
- 自然地理学 (physical geography)
- 地形学 (geomorphology, topography)
- 水文学 (hydrology)
- 気候学 (climatology)
- 地域地理学 - 地誌学のうち自然について研究するもの
- 測地学 (geodesy)
- 土壌学 (pedology, soil science)
- 雪氷学 (glaciology) - 水の固体状態に対する総合総合/学際分野
- 地球環境科学 - 地理、地形、地質、海洋などなどの総合/学際分野
- 地球工学
- 惑星科学 (planetary science)
- 惑星地質学 (planetary geology)

## ギャラリー
地球科学関連の図や写真
- プレート・テクトニクスの説明
- 調査

### 関連分野
- 天文学 (astronomy) - 宇宙物理学（天体物理学、astrophysics） - 宇宙科学 (space science)
- 土木工学 (civil engineering)